# Владимиров, Сергей Викторович
Серге́й Ви́кторович Влади́миров (16 октября 1918, г. Мензелинск, Татарская АССР — 22 декабря 1982, Пермь, СССР) — советский учёный-филолог, начальник учебной части (1950–1958), секретарь партийного комитета (1958–1962), проректор по вечернему и заочному обучению Пермского университета (1965–1982), заведующий областным отделом народного образования Пермского промышленного облисполкома (1963–1965).

## Биография
1933–1936 — учёба в Пермском педагогическом техникуме на физкультурном отделении. По его окончании остался там же преподавателем.
В 1938 г. поступил в учительский институт, перейдя затем в Молотовский (Пермский) педагогический институт, который окончил с отличием в июне 1941 г. по специальности "Преподаватель русского языка и литературы".
Июль 1941 — январь 1942 — секретарь комитета ВЛКСМ технического училища № 1 номерного завода № 19.
Январь 1942 г. — май 1948 года — служба в органах Министерства государственной безопасности.
С сентября 1948 г. — преподаватель, затем — старший преподаватель кафедры физического воспитания Пермского университета.
С декабря 1950 г. по декабрь 1958 года — начальник учебной части университета.
С декабря 1950 г. — старший преподаватель кафедры русской литературы историко-филологического, с ноября 1962 — доцент кафедры русской литературы филологического факультета университета.
Январь — март 1963 — заместитель заведующего идеологическим отделом Пермского обкома КПСС.
С 30 октября 1958 по 10 ноября 1960, а затем с 29 июня 1961 по ноябрь 1962 года — секретарь партийного комитета Пермского университета.
C марта 1963 по январь 1965 г. — заведующий областным отделом народного образования Пермского промышленного облисполкома (избран на сессии Пермского областного Совета депутатов трудящихся).
С января 1965 г. до 22 декабря 1982 г. — проректор по вечернему и заочному обучению Пермского университета (работал в этой должности до дня смерти).

## Административная и учебно-методическая деятельность
В должности завоблоно С. В. Владимиров очень много внимания уделяет улучшению учебной и воспитательной работы в школах и укреплению их материальной базы.
В должности проректора по вечернему и заочному обучению Пермского университета он проводит значительную работу по организации структуры вечернего и заочного обучения, улучшению обеспечения студентов методической и учебной литературой, повышению ответственности кафедр и факультетов за качество подготовки вечерников и заочников вуза.

Энергично взялся за совершенствование работы вечернего и заочного отделений Сергей Викторович Владимиров, назначенный проректором в 1965 г. и остававшийся на этом посту до конца дней (1983 г.). В университете он работал с 1948 г. в качестве начальника учебной части, старшего преподавателя кафедры русской и советской литературы, был секретарем партбюро университета. Энергичный, общительный, инициативный, Сергей Викторович хорошо знал все стороны университетской жизни, людей и умел оперативно решать текущие вопросы. В течение нескольких лет он занимал ответственные посты в партийном и советском аппарате, и приобретенный опыт был очень полезен на посту проректора по вечернему и заочному обучению...
С. В. Владимирову удалось добиться многого: в частности, он настойчиво требовал от заведующих кафедрами, чтобы основную лекционную нагрузку на вечернем и заочном отделениях выполняли профессора и ведущие доценты, а не молодые преподаватели.

На кафедре русской литературы руководил семинаром по творчеству М. Ю. Лермонтова, курсовыми и дипломными работами, педагогической практикой в школах. активно участвовал в комплексной программе «Самостоятельная работа студентов и учебный процесс», занимался социологическими исследованиями, неоднократно выступал с докладами на всесоюзных, республиканских конференциях.
Много раз заносился на доску почёта г. Перми и Дзержинского района, награждался почётными грамотами Пермского университета и администрации Пермской области.
Секретарь партийного комитета Пермского университета (1958—1962). Заведующий областным отделом народного образования Пермского промышленного облисполкома (1963—1965).
Член Российского совета спортивных обществ и организаций (1963—1966), капитан университетской волейбольной команды ПГУ. Входил в состав Методического совета Пермского университета.
Член Президиума обкома профсоюза работников народного просвещения, высшей школы и научных учреждений. Был членом Дзержинского районного комитета КПСС и городского комитета КПСС г. Перми.
Неоднократно избирался депутатом, членом городского совета Перми.
Председатель постоянной комиссии по народному образованию Пермского городского совета народных депутатов.

## Иное
В Пермском университете учреждён кубок имени С. В. Владимирова: в его рамках проводятся волейбольные матчи между сотрудниками и студентами.

## Награды
- Орден «Знак Почёта» (1971).
- Медаль «За победу над Германией в Великой Отечественной войне 1941—1945 гг.».
- Юбилейная медаль «Двадцать лет Победы в Великой Отечественной войне 1941—1945 гг.».
- Юбилейная медаль «Тридцать лет Победы в Великой Отечественной войне 1941—1945 гг.» (1975).
- Юбилейная медаль «50 лет Вооружённых Сил СССР» (1969).
- Медаль «За трудовое отличие» (1961).
- Медаль «В ознаменование 100-летия со дня рождения Владимира Ильича Ленина» (1971).
- Знак «Победитель социалистического соревнования» (1974).
- Знак "Ударник 9-й пятилетки" (1976).